# Andrej Antonewitsch
Andrej Antonewitsch (russisch Андрей Антоневич; * 1967) ist ein russischer Handballtrainer und ehemaliger Handballspieler.
Antonewitsch spielte in seiner Heimat für den Spitzenklub ZSKA Moskau. In den Finalspielen des IHF-Pokals 1990/91 unterlag er dem jugoslawischen Verein RK Borac Banja Luka. 1993 wechselte er zum deutschen Regionalligisten SG Werratal 92. Später lief er noch für die TSG Emmerthal und den TV Vallendar auf.
Antonewitsch stand zunächst im Aufgebot der sowjetischen Nationalmannschaft, so beim Sechs-Länder-Turnier in Jugoslawien 1989. Mit der russischen Nationalmannschaft gewann er bei der Weltmeisterschaft 1993 Gold und bei der Europameisterschaft 1994 Silber. Er spielte auf der Position des Rechtsaußens und deckte in der Abwehr auf der Außenposition oder als vorgezogener Spieler.
Später wurde er Jugendtrainer bei der TSG Emmerthal, der SG Hohnhorst Haste und der JSG Nordschaumburg sowie bis Februar 2014 Trainer der HF Aerzen. Ab der Saison 2017/18 war er als Trainer bei den ersten Herren des TuS Müssen-Billinghausen tätig. 2020–2022 betreut er die HSG Altenbeken Buke. Seit 2023 ist er erneut in einem Trainergespann beim TuS Müssen-Billinghausen aktiv.
Andrej Antonewitsch ist zurzeit in Deutschland alleine. Seine Freundin Natascha Schustikova lebt noch in Moskau. Auch seine Kinder spielen Handball. Artjom spielte bei GWD Minden und Nastja bei der SG BBM Bietigheim.